# 社会主义勋章
社会主义勋章（捷克語：Řád socialismu）是捷克斯洛伐克共和国政府于1951年设立的勋章，仅颁发过两次，就被克莱门特·哥特瓦尔德勋章取代。

## 历史
“社会主义勋章”由1951年第30/1951号政府法令设立。该法令还设立了“劳动英雄”荣誉称号、“共和国勋章”、“劳动勋章”等其他荣誉奖励。该法令于1951年4月21日正式生效。
它授予在建设社会主义事业中表现突出者。1955年事实上被克莱门特·哥特瓦尔德勋章取代。1959年5月20日第34/1959号法令取消了这一勋章。该法令于1959年6月18日正式生效。

## 说明
- 该勋章只有一个级别。
- 可以在死后追授。

## 获授者
- 鲁道夫·斯兰斯基（1951年夏）
- 克莱门特·哥特瓦尔德

除此之外，可能还有一些已经制造出来，但尚未授予的样品。2017年5月，捷克拍卖出了一枚序列号为6的社会主义勋章。最终竞价为1,000,000捷克克朗。